# سیارک ۲۵۷۰۶
سیارک ۲۵۷۰۶ (به انگلیسی: 25706 Cekoscielski، نامگذاری:2000AU139)۲۵۷۰۶مین سیارک کشف شده‌است که در ۰۵ ژانویه ۲۰۰۰ کشف شد.